# Szécs
Szécs (románul: Orșova-Pădure) falu Romániában, Maros megyében.

## Története
Görgényszentimre község része. A trianoni békeszerződésig Maros-Torda vármegye Régeni alsó járásához tartozott.

## Népessége
2002-ben 171 lakosa volt, ebből 166 magyar és 5 román nemzetiségű.